# Макларен, Рой (политик)
Рой Макла́рен, PC (англ. Roy MacLaren род. 26 октября 1934 года, Ванкувер) — канадский политик, дипломат, историк и писатель, член Либеральной партии Канады.

## Биография
Родился в 26 октября 1934 года в Ванкувере, Британская Колумбия, Канада. Окончил Университет Британской Колумбии со степенью бакалавра искусств по истории, получил степень магистра в Колледже Святой Екатерины в Кембридже и степень магистра богословия в Тринити-колледже Торонтского университета. В 1973 году окончил программу повышения квалификации в Гарвардском университете.
В течение 12 лет состоял на дипломатической службе Канады. Работал в Ханое, Сайгоне, Праге, а также в штаб-квартирах ООН в Нью-Йорке и Женеве. Был председателем круглого стола «Канада-Европа» с канадской стороны, руководил Канадским институтом международных отношений. Был членом совета директоров канадского и британского филиалов Deutsche Bank, работал в ряде других транснациональных корпорациях.
В 1979 году Макларен был избран в Палату общин Канады от избирательного округа Этобико Север как депутат от Либеральной партии. В июне 1983 года премьер-министр Пьер Трюдо назначил Макларена государственным министром (младшим членом кабинета), ответственным за финансы. В июне 1984 года преемник Трюдо Джон Тёрнер назначил Макларена министром национальных доходов. Однако уже в сентябре того же года Макларен проиграл выборы консерватору Роберту Пенкоку; потеряв место в парламенте, он ушёл и с поста министра. В 1986 году опубликовал книгу воспоминаний о своей работе в парламенте Honourable Mentions: The uncommon diary of an M.P..
На выборах 1988 года взял реванш у Пенкока и вновь стал депутатом Палаты общин от того же округа. На выборах 1993 года вновь одержал победу, после чего был назначен министром международной торговли в кабинете Жана Кретьена. В 1996 году был назначен верховным комиссаром Канады в Великобритании, после чего подал в отставку с министерского поста и из парламента. Служил верховным комиссаром до 2000 года.
Как историк опубликовал несколько работ по военной и дипломатической истории Канады. Среди них — Canadians in Russia, 1918—1919 (1976; об участии Канады в иностранной военной интервенции в России), Canadians on the Nile, 1882—1898 (1978) и Canadians Behind Enemy Lines, 1939—1945 (1981; об участии Канады во Второй мировой войне). В 1998 году, работая верховным комиссаром в Лондоне, он опубликовал личные дневники канадско-британского исследователя Африки Уильяма Стейрса. В 2004 году вышла работа Макларена Commissions High; Canada in London 1870—1970, посвящённая истории института верховных комиссаров Канады в Великобритании.
В настоящее время Рой Макларен является председателем Канадско-индийского делового совета, а также сопредседателем Канадско-европейского круглого стола по бизнесу в Канаде и Европе, членом Совета Общества Шамплена, членом Исполнительного комитета Трехсторонней комиссии, членом совета директоров Королевского музея Онтарио, президентом Общества Колледжа Св. Екатерины и директором Совета по делам бизнеса и искусств в Канаде.

## Награды
- почётный доктор Торонтского университета
- почётный доктор Алабамского университета,
- награда за выдающиеся достижения для выпускников Университета Британской Колумбии (2002)
- почётный полковник[англ.] 7-го Торонтского полка[англ.] Королевской канадской артиллерии.

## Сочинения
- Canadians in Russia, 1918–1919 (1976)
- Canadians on the Nile, 1882–1898 (1978) ISBN 0-7748-0094-1
- Canadians Behind Enemy Lines, 1939–1945 (1981) ISBN 0-7748-0185-9
- Honourable Mentions: The uncommon diary of an M.P." (Toronto, ON: Deneau Publishers, Inc., 1986) ISBN 0-88879-136-4
- African Exploits, The Diaries of William Stairs, 1887–1892 (1998) ISBN 0-7735-1640-9
- Commissions High; Canada in London 1870–1970 (2004)